# Franz Ziereis
 (novembre 2012).
Si vous disposez d'ouvrages ou d'articles de référence ou si vous connaissez des sites web de qualité traitant du thème abordé ici, merci de compléter l'article en donnant les références utiles à sa vérifiabilité et en les liant à la section « Notes et références ».
Franz Ziereis, né le 13 août 1905 à Munich et mort le 24 mai 1945,  est un SS-Standartenführer, commandant du camp de concentration de Mauthausen-Gusen de 1939 jusqu'à la libération de celui-ci par les forces américaines en 1945.

## Biographie

### Enfance et jeunesse
Ziereis naît d'un père, cocher, tué pendant la Première Guerre mondiale. Il passe huit ans à l'école élémentaire avant de devenir apprenti et coursier dans un grand magasin. Il étudie le commerce en cours du soir. À partir de 1922, il travaille plus ou moins régulièrement en tant que charpentier.
Il connaît diverses périodes de chômage et décide alors de s'engager dans l'armée en 1924 pour une durée de douze ans. Il est incorporé dans la Reichswehr le 1er avril 1924 et revient à la vie civile le 30 septembre 1936 avec le grade de sergent.

### Engagement et carrière dans la SS
Ziereis rejoint alors le parti nazi et s'engage dans la SS, s'étant vu proposer le grade de SS-Obersturmführer avec de bonnes perspectives d'avancement.
Au début lui sont confiées des missions de nature militaire et ses supérieurs, dont Theodor Eicke, le félicitent pour ses aptitudes en tant qu'instructeur. En 1937 il devient le commandant du détachement de Brandebourg de la 22e Hundertschaft (une unité de cent hommes), appartenant à la division SS Totenkopf. Mais il se blesse sérieusement au genou à l'entraînement et doit subir une longue hospitalisation.
En 1938, Ziereis est transféré en Autriche, où il est chargé de l'entraînement de jeunes recrues SS du régiment Thuringia de la division SS Totenkopf.

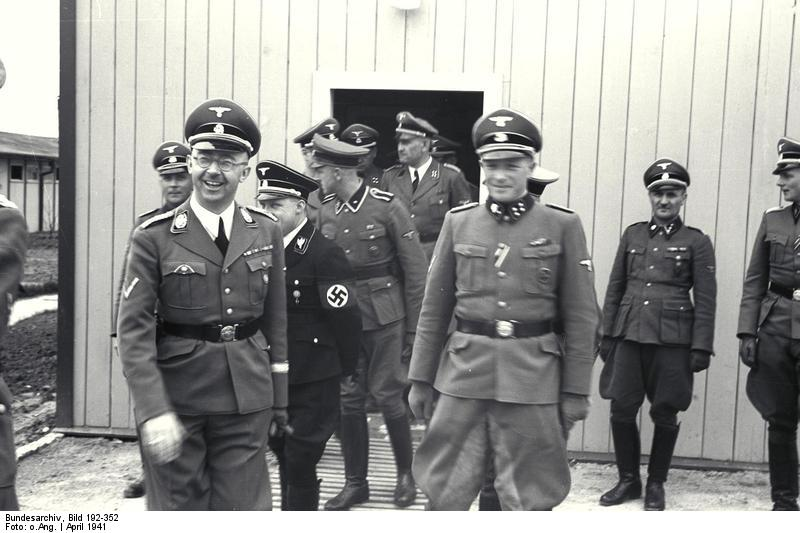
Ziereis (au centre) reçoit Himmler (à gauche) et de nombreux autres dignitaires nazis pour une visite de son camp en avril 1941.

### Commandement du camp de Mauthausen-Gusen
Sur ordre du commandant de la division SS Totenkopf, il prend le commandement du camp de concentration de Mauthausen-Gusen le 9 février 1939, en remplacement de Albert Sauer. Il est promu SS-Sturmbannführer le 25 août 1939.
En 1941 et 1942, il vit avec sa famille dans les bâtiments administratifs de la SS à St. Georgen/Gusen. À Mauthausen, Ziereis aurait permis à son fils de onze ans de tirer au fusil sur les prisonniers depuis le balcon de sa résidence.
Il est promu SS-Standartenführer le 20 avril 1944, en récompense de sa « réussite » en tant que commandant du camp.
Après la libération du camp de concentration de Mauthausen, le 5 mai 1945, il s'enfuit avec sa femme et son fils. Les soldats américains le retrouvent dans sa cabane de chasse sur le mont Phyrn en Haute-Autriche le 23 mai. Ziereis tente de leur échapper, mais il est grièvement blessé par les tirs des soldats. Ramené à Gusen et interrogé, il prétend qu’un million à un million et demi de personnes ont été gazées dans le château de Hartheim près de Linz : ces affirmations, auxquelles aucun historien ne croit désormais, avaient probablement pour but de détourner l'attention des crimes commis à Mauthausen et Gusen et dans les nombreux camps annexes.
Transporté à l'hôpital militaire américain de Gusen, Ziereis y meurt le 24 mai. Son cadavre est ensuite accroché à la clôture du camp de Gusen par d’anciens détenus.

## Filmographie
Au cinéma, Franz Ziereis apparaît en tant que personnage historique dans deux films :
- 2018 : Le Photographe de Mauthausen (El fotógrafo de Mauthausen) de Mar Targarona
- 2021 : Jaguar :  joué par Jochen Horst